# Haus- und Grundbesitzerhaftpflichtversicherung
Die Haus- und Grundbesitzerhaftpflichtversicherung (auch Haus- und/oder Grundstückshaftpflichtversicherung genannt) schützt den Haus- und Grundstücksbesitzer vor den finanziellen Folgen, falls er auf Grund gesetzlicher Haftpflichtbestimmungen privatrechtlichen Inhalts als Haus- und Grundstücksbesitzer bei Verletzung der ihm obliegenden Pflichten von einem Dritten wegen Personen- und/oder Sachschäden auf Schadenersatz in Anspruch genommen wird.

## Haftpflicht
Haftpflicht ist die Verpflichtung zum Schadensersatz gegenüber Dritten. Nach den gesetzlichen Bestimmungen (z. B. § 823 BGB) muss jeder für den Schaden in unbegrenzter Höhe einstehen, den er schuldhaft (d. h. fahrlässig) verursacht hat. So hat der Haus- und Grundbesitzer, der Eigentümer, Mieter, Pächter oder Nutznießer sein kann, für Schäden Dritter aufzukommen, die durch Verletzung seiner Verkehrssicherungspflichten verursacht worden sind (z. B. bauliche Mängel oder die Verletzung der Räum- und Streupflicht).
Schuldhaft handelt, wer die im Verkehr erforderliche Sorgfalt außer Acht lässt (§ 276 Abs. 2 BGB).

## Versicherungsleistung
Die Leistung der Versicherung besteht darin, dass sie prüft, ob der Versicherungsnehmer für den entstandenen Schaden verantwortlich ist (passiver Rechtsschutz), die berechtigten Forderungen erfüllt und die unberechtigten Forderungen abwehrt, notfalls auch vor Gericht.
Die maximale Entschädigung richtet sich nach der vereinbarten Deckungssumme, die bei mehreren Schäden in einem Versicherungsjahr auf das Doppelte begrenzt ist.

## Versicherte Personen
Versichert ist der Haus- und Grundbesitzer (s. o.) als natürliche und/oder juristische Person. Versichert sind auch alle Personen, die in seinem Auftrag im Rahmen eines Arbeitsvertrages Tätigkeiten, z. B. der Reinigung, Beleuchtung, Verwaltung und Gartenpflege, verrichten. Dieses gilt auch für Personen, die unentgeltlich für den Haus- und Grundbesitzer arbeiten.

## Schadensarten
Personenschäden sind Schadenereignisse, die den Tod, eine Verletzung oder eine Gesundheitsschädigung von Menschen zur Folge hatten. Von Sachschäden spricht man, wenn Sachen beschädigt, zerstört oder vernichtet wurden.
Unter die Personenschäden fallen unter anderem Heilbehandlungskosten, Krankenhauskosten, Kosten für eine Haushaltshilfe und Schmerzensgeld.
Unter die Sachschäden fallen unter anderem Reparaturkosten, Wiederbeschaffungskosten, Renovierungskosten und Wertverlust. Entschädigt wird stets auf Zeitwertbasis, weil der Schädiger nur verpflichtet ist, den Zustand wiederherzustellen, der bestehen würde, wenn der Schaden nicht eingetreten wäre (§ 249 BGB).
Auch Vermögensschäden werden ersetzt, sofern sie die Folge eines versicherten Personen- oder Sachschadens sind, zum Beispiel: Verdienstausfall, Nutzungsausfall, Gewinnminderung oder -ausfall.
Hat der Geschädigte schuldhaft an der Entstehung des Schadens mitgewirkt, so wird ihm eine Mitschuld angerechnet (§ 254 BGB).

## Versicherungsumfang
Versichert ist das Haus- und Grundstücksrisiko. Dazu gehören auch Pflanzen, Bäume und Teiche; die Verwendung von Arbeitsgeräten, wie Rasenmäher und Schneepflüge; die gesetzliche Haftpflicht des Eigentümers, die der Mieter oder Pächter vertraglich übernommen hat.
Versichert sind hierbei Ansprüche aus der Verletzung von Pflichten, die dem Versicherungsnehmer obliegen. z. B. Winterdienst, bauliche Instandhaltung, Beleuchtung und Reinigung.
Mitversichert sind auch Bauarbeiten im begrenzten Umfang sowie Sachschäden durch häusliche Abwässer, die im Gebäude anfallen, und Schäden durch Rückstau aus dem Straßenkanal.
Bei Wohnungseigentümergemeinschaften (WEG) ist die WEG Versicherungsnehmer. Hier ist die gesetzliche Haftpflicht aus dem gemeinschaftlichen Eigentum versichert. Mitversichert sind auch die gesetzliche Haftpflicht des Verwalters sowie Ansprüche eines Wohnungseigentümers gegen den Verwalter und/oder gegen die WEG, ebenso gegenseitige Ansprüche von Wohnungseigentümern, soweit sie im Interesse und für Zwecke der Gemeinschaft tätig waren. Hierbei bleiben Schäden am Gemeinschafts-, Sonder- und Teileigentum ausgeschlossen.

## Versicherungsbedingungen
1. Allgemeine Versicherungsbedingungen für die Haftpflichtversicherung (AHB)
2. Sonderbedingungen für die Haus- und Grundbesitzerhaftpflichtversicherung
3. Klauseln und individuelle Vereinbarungen